# Hatzenbach (Senningbach)
Der Hatzenbach ist ein linker Zubringer zum Senningbach bei Hatzenbach in Niederösterreich.
Der Hatzenbach entspringt nördlich von Haselbach und in der Nähe von Niederhollabrunn, welches jedoch deutlich höher liegt als die Quelle des Hatzenbaches und über den nach Norden abfließenden Niederhollabrunner Bach entwässert wird. Der Hatzenbach fließt nach Südwesten, nimmt alsbald den aus Haselbach kommenden Haselbach als linken Zufluss auf und später den aus Leitzersdorf abfließenden Leitzersdorfer Bach. Diese beide quellen aus der Westflanke des Rohrwaldes hervor. Der Hatzenbach mündet bei Hatzenbach in den Senningbach, sein Einzugsgebiet umfasst dabei 23,9 km² in weitestgehend offener Landschaft.